# Blade Runner 2049 (Soundtrack)
Der Soundtrack zum Film Blade Runner 2049 stammt von Hans Zimmer und Benjamin Wallfisch und wurde Anfang Oktober 2017 von Epic Records als Download veröffentlicht.

## Produktion
Nachdem anfänglich Jóhann Jóhannsson die Filmmusik für Blade Runner 2049 komponieren sollte, kollaborierten hierfür letztlich Hans Zimmer und Benjamin Wallfisch, die zuletzt schon für Christopher Nolans Kriegsdrama Dunkirk zusammengearbeitet hatten. Jóhannsson hatte sich nach Aussage von Regisseur Denis Villeneuve zu weit von der Vorlage von Vangelis entfernt, der die Filmmusik für den Vorgängerfilm Blade Runner aus dem Jahr 1982 komponiert hatte.

## Veröffentlichung
Der Soundtrack zum Film wurde Anfang Oktober 2017 von Epic Records als Download veröffentlicht.

## Titelliste
Der Soundtrack enthält 24 Musikstücke.
1. 2049
2. Sapper’s Tree
3. Flight to LAPD
4. Summer Wind – Frank Sinatra
5. Rain
6. Wallace
7. Memory
8. Mesa
9. Orphanage
10. Furnace
11. Someone Lived This
12. Joi
13. Pilot
14. Suspicious Minds – Elvis Presley
15. Can’t Help Falling in Love – Elvis Presley
16. One for My Baby (And One More for the Road) – Frank Sinatra
17. Hijack
18. That’s Why We Believe
19. Her Eyes Were Green
20. Sea Wall
21. All the Best Memories Are Hers
22. Tears in the Rain
23. Blade Runner
24. Almost Human – Lauren Daigle

## Rezeption
Brian Truitt von USA Today sagt, die Filmmusik von Benjamin Wallfisch und Hans Zimmer sei ebenso wichtig, wie die von Vangelis für den Vorgängerfilm. In Musikexpress ist zu lesen, dass  der Soundtrack zu Blade Runner 2049 dem Vorgänger in nichts nachstehe.
Tim Caspar Boehme von der taz meint hingegen, die Lösung, die sich Hans Zimmer und Benjamin Wallfisch für ihre Filmmusik überlegt haben, sei nicht so richtig konsequent: „Die segelnden Synthesizer, mit denen Vangelis dem Original eine ihrerseits Schule machende Signatur verpasst hatte, wird bei Gelegenheit zitiert, ansonsten dominieren aggressiv schabende Bassklänge oder schrille musikalische Drohgebärden. Da hätte man auf die Verneigung in Richtung Vergangenheit gleich komplett verzichten können.“
Zur Tonspur sagt Tobias Kniebe von der Süddeutschen Zeitung, diese sei voller Donnergrollen, elektrostatischer Entladungen und elektronischer Walfischgesänge, die klagend durch ferne, undurchdringlich graue Smogschichten hallen, wobei auch hier Vangelis beschworen werde.

## Erfolg in den Charts
Am 13. Oktober 2017 stieg der Soundtrack im Vereinigten Königreich auf Position 4 in die Soundtrack Albums Chart Top 50 ein.

## Auszeichnungen
Am 18. Dezember 2017 gab die Academy of Motion Picture Arts and Sciences bekannt, dass sich Benjamin Wallfischs und Hans Zimmers Arbeit auf einer Shortlist befindet, aus der die Nominierungen in der Kategorie Beste Filmmusik im Rahmen der Oscarverleihung 2018 erfolgen werden. Im Folgenden eine Auswahl von Nominierungen und Auszeichnungen im Rahmen bekannter Filmpreise.
British Academy Film Awards 2018
- Nominierung für die Beste Filmmusik (Benjamin Wallfisch und Hans Zimmer)

Critics’ Choice Movie Awards 2018
- Nominierung für die Beste Filmmusik (Benjamin Wallfisch und Hans Zimmer)

Hollywood Music in Media Awards 2017
- Nominierung in der Kategorie Original Score: Sci-Fi/Fantasy Film (Benjamin Wallfisch und Hans Zimmer)[13]

Grammy Awards 2019
- Nominierung als Best Score Soundtrack For Visual Media (Benjamin Wallfisch und Hans Zimmer)

Los Angeles Online Film Critics Society Awards 2018
- Nominierung für die Beste Filmmusik[14]

Phoenix Film Critics Society Awards 2017
- Nominierung als Best Original Score[15]

Washington D.C. Area Film Critics Association Awards 2017
- Auszeichnung für die Beste Filmmusik (Benjamin Wallfisch und Hans Zimmer)[16]